# Hossmo
För andra betydelser, se Hossmo (olika betydelser).
Hossmo är en småort och kyrkby i Hossmo socken i Kalmar kommun. Orten ligger strax norr om Ljungbyån och strax sydost om E22 och öster om Ljungbyholm.
I Hossmo ligger Hossmo kyrka. Hossmo är idag ett expansivt område i Kalmar med ett 50-tal nyupprättade småhus. I kyrkbyn hittar man också Hossmo Säteri. 
Hossmo har även ett fotbollslag som heter Hossmo BK, vars A-lag rört sig mellan division 5 och 6.